# Julius Röntgen jr.
Julius Engelbert Röntgen (Amsterdam, 20 mei 1881 – 's-Hertogenbosch, 23 januari 1951) was een Nederlands violist.
Hij was zoon van Julius Röntgen en Amanda Maier, beiden musicus. Ook jongere broer Engelbert Röntgen (1886-1958) werd musicus, maar dan op de cello. Julius Röntgen trouwde in 1910 in Moss met Noorse Margaret Otter (1885-1944), met wie hij eerder door de Noorse bergen had gewandeld.
Zijn muziekopleiding startte bij zijn moeder. Hij kreeg verdere opleiding van Joseph Cramer (Amsterdamse Muziekschool), Hans Sitt (Leipzig) en Joseph Joachim (Hochschule Berlin). Röntgen junior was al snel naar het buitenland vertrokken. Hij speelde eerst in Meiningen (Meininger Hofkapelle) en was in de periode 1903 tot 1907 concertmeester in Duisburg en Düsseldorf. De Amerikaanse violist Franz Kneisel vroeg hem violist te worden in het Kneisel Quartet, daarop vertrok Julius Röntgen naar New York en werd (hoofd-)docent aan het Walter Damrock Institute of Musical Art in die stad. Met het Kneisel Quartet toerde hij in de periode 1908 tot circa 1912 door de Verenigde Staten en Canada.
Vanaf 1912 was hij weer in Nederland te vinden, waarbij hij toetrad tot een strijktrio met zijn vader en broer Engelbert (Röntgen Trio), het Rotterdamsch Strijkkwartet (Carel Blitz, Bart Verhallen en Isaäc Mossel) en het Trio Röntgen-Anton Verheij-Mossel. Ondertussen was hij (hoofd-)leraar aan het Rotterdams Conservatorium. Vanaf 1918 tot 1945 bekleedde hij diezelfde functie aan het Amsterdams Conservatorium. Ook in de hoofdstad speelde hij in een strijkkwartet; het Hollandsch Strijkkwartet van Herman Leijdensdorff.
Het gezin vestigde zich in 1920 in Bilthoven, waar hij werd begraven op begraafplaats Den en Rust.